# Erhard Christiani
Erhard Christiani (* 8. Januar 1939 in Paderborn; † 19. März 2017 in Salzkotten) war ein deutscher Künstler und Architekt.

## Leben
Christiani wurde als eines von vier Kindern in Paderborn geboren. Sein Elternhaus befand sich innerhalb der alten Kaiserpfalz unterhalb des Domes. Nach einer Elektrikerlehre nahm er zunächst ein Physikstudium in München auf, wechselte jedoch bald nach  Kassel und studierte an der Hochschule für bildende Künste Malerei, Bildhauerei und anschließend Architektur. Er war Schüler des documenta-Gründers Arnold Bode und jahrelang dessen  Mitarbeiter. Er kuratierte Ausstellungen, richtete Museen ein und stellte eigene Werke im In- und Ausland aus.
Ab 1958 beschäftigte er sich intensiv mit Plastik und Skulptur. Individuelles Erkennungsmerkmal der Arbeiten ist das Material Plexiglas in Kombination mit elektrischen und elektronischen Bauteilen. Nach der Einrichtung eines Wohn- und Atelierhauses in Scharmede widmete er sich zunehmend der Architektur und Museumsgestaltung. 2002 erwarb er die denkmalgeschützte Burg Dreckburg in Salzkotten, die er über mehrere Jahre restaurierte und der Öffentlichkeit zugänglich machte. 2004 zog er mit Atelier, Büro und Wohnräumen von Scharmede auf die Dreckburg. Durch sein Engagement für die Dreckburg erweckte er das Gebäude aus dem Dornröschenschlaf und belebte das Areal des Gutshofes neu.